# Gare de Hudson
La  gare de Hudson est une gare ferroviaire des États-Unis située à Hudson dans l'État de New York ; elle est desservie par plusieurs lignes d'Amtrak.

## Histoire
Elle est construite en 1874 par la New York Central Railroad.

## Service des voyageurs

### Desserte
Elle est desservie par des liaisons longue-distance Amtrak :
- L'Adirondack : Montréal - New York
- L'Empire Service : Niagara Falls (NY) - New York
- L'Ethan Allen Express : Rutland - New York
- Le Maple Leaf : Toronto - New York